# Alaksandr Firysiuk
Alaksandr Iwanawicz Firysiuk (biał. Аляксандр Іванавіч Фірысюк, ros. Александр Иванович Фирысюк, Aleksandr Iwanowicz Firysiuk; ur. 20 lipca 1936 w Rudźcu w gminie Horodec) – białoruski działacz baptystyczny, od 1994 roku przewodniczący Związku Ewangelicznych Chrześcijan Baptystów Białorusi, od 1998 roku prezes Euroazjatyckiej Federacji Związków Ewangelicznych Chrześcijan Baptystów.

## Życiorys
Urodził się 20 lipca 1936 roku we wsi Rudziec, w gminie Horodec powiatu kobryńskiego województwa poleskiego II Rzeczypospolitej (obecnie w rejonie kobryńskim obwodu brzeskiego Białorusi). W 1961 roku ukończył Białoruski Instytut Technologiczny, w 1978 roku – Instytut Biblijny przy Związku Ewangelicznych Chrześcijan Baptystów w Moskwie. W latach 1960–1964 pracował jako kierownik techniczny w zakładach przemysłu drzewnego w obwodzie kostromskim Rosyjskiej FSRR. W latach 1964–1985 był inżynierem technologiem, inżynierem konstruktorem w przedsiębiorstwach w Mińsku. W latach 1985–1990 pełnił funkcję zastępcy starszego prezbitera na Białorusi. W latach 1990–1994 był sekretarzem generalnym i wiceprzewodniczącym Związku Ewangelicznych Chrześcijan Baptystów ZSRR, później WNP. Od 1994 roku pełnił funkcję przewodniczącego Związku Ewangelicznych Chrześcijan Baptystów Białorusi, a od 1998 roku – prezesa Euroazjatyckiej Federacji Związków Ewangelicznych Chrześcijan Baptystów.

## Prace
Alaksandr Firysiuk jest autorem publikacji, które ukazały się m.in. na łamach czasopism „Bratskij Wiestnik”, „Krynica Życcia”, „Christianskoje Słowo”, „Bratskij Wiestnik”, „Baptist”, „Słowo Prawdy”.

## Życie prywatne
Alaksandr Firysiuk jest żonaty, ma dwie córki, wnuka i wnuczkę.